# Loubens, Gironde
Loubens (tiếng Occitan: Lobens) là một xã thuộc tỉnh Gironde trong vùng Nouvelle-Aquitaine tây nam nước Pháp.